# Winnie-the-Pooh: Blood and Honey
Winnie-the-Pooh: Blood and Honey (bra: Ursinho Pooh: Sangue e Mel; prt: Winnie-the-Pooh: Blood and Honey) é um filme britânico e independente de terror slasher de 2023, produzido, dirigido, escrito e editado por Rhys Frake-Waterfield. Por ser o primeiro filme do The Twisted Childhood Universe (TCU), é uma paródia de terror inspirada nos livros de Winnie-the-Pooh, de A. A. Milne e E. H. Shepard. É estrelado por Craig David Dowsett no personagem-título e Chris Cordell como Piglet/Leitão, com participações de Amber Doig-Thorne, Nikolai Leon, Maria Taylor, Natasha Rose Mills e Danielle Ronald. A trama acompanha Pooh e Leitão, que se tornaram assassinos selvagens, enquanto aterrorizam um grupo de jovens universitárias e Christopher Robin quando ele retorna ao Bosque dos 100 Acres cinco anos depois de abandoná-los e ir para a faculdade.
O filme foi anunciado pela primeira vez em maio de 2022 e chamou muita atenção por sua premissa, que envolvia um personagem icônico da infância, porém a ideia gerou reações divididas. Foi produzido pela Jagged Edge Productions em associação com a ITN Studios e entrou em desenvolvimento depois que o livro do Ursinho Pooh de 1926 entrou em domínio público nos Estados Unidos em janeiro de 2022. O filme foi gravado em 10 dias na Floresta de Ashdown, em East Sussex, Inglaterra, que serviu de inspiração para o Bosque dos 100 Acres.
Winnie-the-Pooh: Blood and Honey foi inicialmente planejado como um evento de uma noite nos cinemas nacionais, mas o aumento de popularidade on-line levou a um lançamento mundial em grande escala. Estreou no México em 26 de janeiro de 2023 e foi lançado nos cinemas nos Estados Unidos em 15 de fevereiro de 2023 e no Reino Unido em 10 de março de 2023. O filme foi duramente criticado, com muitos o considerando um dos piores filmes de todos os tempos, recebendo cinco prêmios Framboesa de Ouro, incluindo o de Pior Filme. Apesar disso, a obra foi um sucesso de bilheteria, arrecadando US$ 7,7 milhões em todo o mundo com um orçamento de US$ 100.000. Uma sequência, Winnie-the-Pooh: Blood and Honey 2, foi lançada em 26 de março de 2024.

## Enredo
Anos atrás, uma criança chamada Christopher Robin conheceu e fez amizade com um grupo de criaturas antropomórficas—Owl/Corujão, Rabbit/Abel, Eeyore/Ió, Piglet/Leitão e Winnie-the-Pooh/Ursinho Pooh—no Bosque dos 100 Acres. Depois que Christopher os abandonou para ir à faculdade para se tornar médico, somado à chegada do inverno e à falta de comida para se alimentar, as criaturas famintas canibalizaram Ió. Traumatizados por suas ações, os outros desenvolveram um ódio pelos humanos, especialmente por Christopher por deixá-los, fazendo-os retornar aos seus instintos selvagens, ao mesmo tempo que juraram nunca mais falar.
Cinco anos depois, Christopher, já adulto, retorna ao Bosque dos 100 Acres, acompanhado de sua noiva Mary e ss depara com o local deserto. À noite, o casal é emboscado por Leitão, que estrangula Mary até a morte com uma corrente, antes que ele e Pooh arrastem Christopher para a floresta.
Algum tempo depois, as estudantes universitárias Maria, Jessica, Alice, Zoe, Lara e Tina alugam uma cabana no Bosque dos 100 Acres, para que Maria possa superar uma traumática experiência de perseguição. Tina, perdida na floresta, é atacada por Pooh. Ela se esconde em uma garagem próxima, mas Pooh a encontra e a joga em um picador de madeira. Mais tarde, de volta à sua casa na árvore, Pooh chicoteia Christopher com o rabo de Ió e o cobre com o sangue de Mary.
Ao cair da noite, Pooh e Leitão emboscam a cabana. Pooh atropela a cabeça de Lara com um carro antes que Leitão mate Zoe com uma marreta. Maria e Jessica chegam, observando Alice sendo sequestrada. Elas seguem Pooh e eventualmente resgatam Alice. Depois, o trio invade a casa da árvore de Pooh, libertando Christopher de suas correntes e também outra refém, Charlene. Ela explica seu plano para se vingar de Leitão, que mutilou seu rosto. Charlene grita por Leitão, mas ele a mata depois que Pooh a imobiliza. Pooh persegue Maria e Jessica até a floresta, enquanto Alice fica para trás e embosca Leitão. Depois que Alice deixa Leitão inconsciente com sua própria marreta, ela é surpreendida por Pooh, que a mata ao perfurar sua boca com uma faca.
Na estrada, Maria e Jessica pedem ajuda a um grupo de homens locais que passam, mas Pooh os mata facilmente. Maria tenta atropelar Pooh com a caminhonete, mas acaba batendo e desmaiando. Ao acordar, ela vê Pooh arrastando Jessica e depois decapitando-a. Christopher aparece de repente e esmaga Pooh entre o caminhão e seu carro. Pooh sobrevive por pouco, se liberta, agarra Maria e a segura contra sua faca. Christopher implora para que Pooh a liberte, prometendo ficar com ele para sempre. Pooh quebra seu voto de silêncio ao dizer para Christopher: "Você foi embora.", antes de cortar a garganta de Maria. Vendo que seu antigo amigo agora não tem mais ajuda, Christopher foge da floresta enquanto Pooh esfaqueia repetidamente o corpo de Maria.

## Elenco
- Nikolai Leon como Christopher Robin
  - Frederick Dallaway como Christopher Robin (criança)
- Maria Taylor como Maria
- Natasha Rose Mills como Jessica
- Amber Doig-Thorne como Alice
- Danielle Ronald como Zoe
- Natasha Tosini como Lara
- Paula Coiz como Mary
- May Kelly como Tina
- Danielle Scott como Charlene
- Craig David Dowsett como Winnie-the-Pooh/Ursinho Pooh
- Chris Cordell como Piglet/Leitão
- Marcus Massey como Colt
- Richard D. Myers como Logan
- Simon Ellis como Tucker
- Jase Rivers como John
- Mark Haldor como Darrell
- Toby Wynn-Davies como narrador

## Produção

### Desenvolvimento

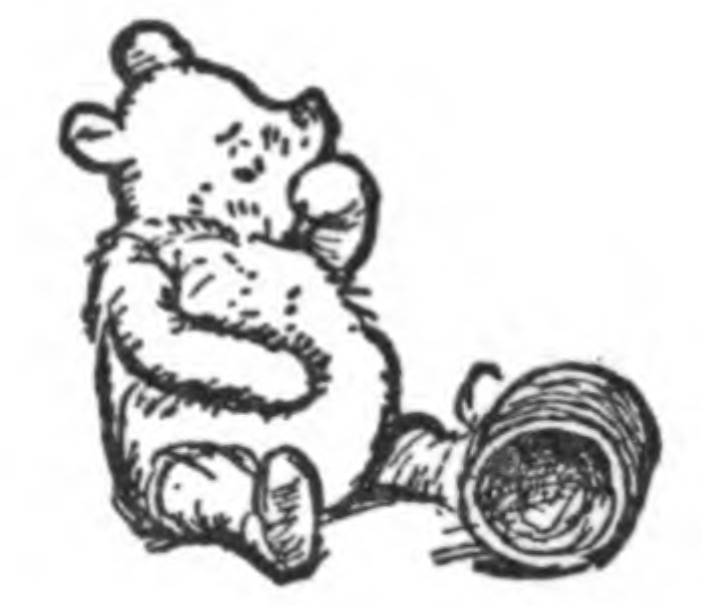
Embora as ilustrações do livro original de 1926 tenham entrado em domínio público nos Estados Unidos junto com seu texto, Frake-Waterfield teve que evitar quaisquer elementos que fossem exclusivos das representações do personagem pela Disney.

Em 24 de maio de 2022, Josh Korngut, do Dread Central, informou que uma adaptação de terror baseada em Winnie-the-Pooh estava em desenvolvimento. Os direitos dos personagens pertenciam à The Walt Disney Company desde 1966 e, enquanto a Disney mantém os direitos exclusivos sobre as representações desses personagens em sua própria franquia, o primeiro livro de Winnie-the-Pooh entrou em domínio público nos EUA em 1º de janeiro de 2022. Depois que os direitos autorais dos EUA expiraram, Rhys Frake-Waterfield começou a desenvolver Winnie-the-Pooh: Blood and Honey ainda naquele ano. Em entrevista à Variety, Frake-Waterfield descreveu a trama como Pooh e Leitão se transformando em maníacos homicidas após Christopher Robin deixá-los para ir à faculdade. Ele afirma:
As máscaras usadas para Pooh e Leitão no filme foram criadas pela empresa americana de fabricação de máscaras protéticas Immortal Masks. Em 16 de fevereiro de 2023, Frake-Waterfield explicou em entrevista ao Yahoo! Entertainment que o primeiro rascunho do filme deveria estar mais próximo do material original. No entanto, a The Walt Disney Company ainda detinha os direitos exclusivos sobre as representações desses personagens de sua própria franquia, então Waterfield teve que descartar o roteiro original e reescrevê-lo para evitar qualquer problema legal.

### Filmagens

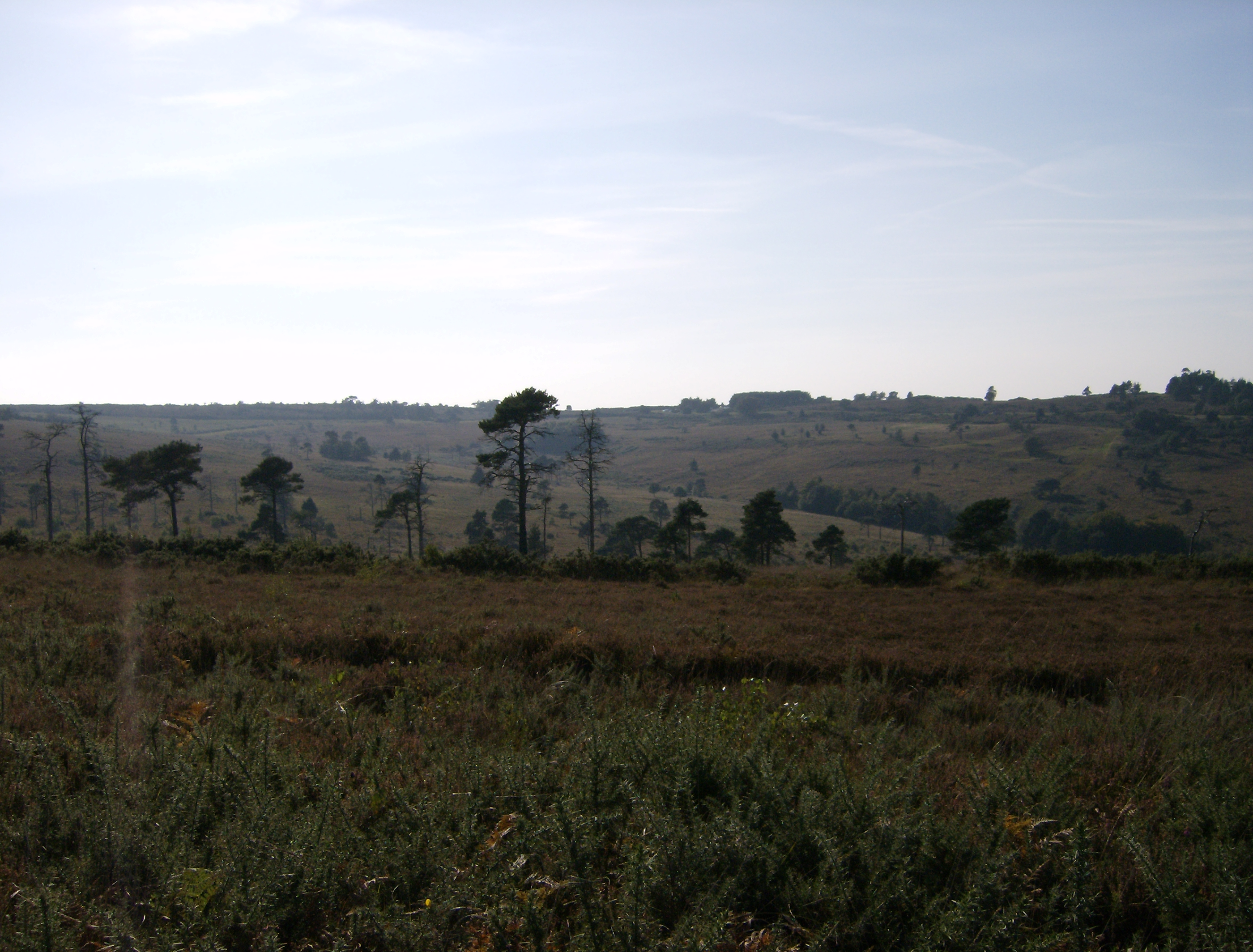
A Floresta de Ashdown, conhecida por ser a inspiração do Bosque dos 100 Acres, cenário principal das histórias do Ursinho Pooh, foi usada como local de gravação do filme, onde foi filmado por 10 dias.

As gravações de Winnie-the-Pooh: Blood and Honey começaram em abril de 2022, com as filmagens ocorrendo na Floresta de Ashdown, de East Sussex, Inglaterra, durante um período de 10 dias. A Jagged Edge Productions produziu o filme em colaboração com a ITN Studios. Frake-Waterfield vestiu Pooh com uma camisa vermelha, mas teve o cuidado de evitar outros elementos icônicos das representações da Disney que pudessem representar um problema de direitos autorais.
Após o aumento da popularidade do filme, a ITN deu ao filme um orçamento maior, levando a vários dias de refilmagens. Isso fez com que o filme fosse o mais caro já dirigido por Waterfield e o filme mais caro produzido pela ITN, com um orçamento inferior a US$ 50.000.

### Música
Em julho de 2022, o compositor americano Andrew Scott Bell foi anunciado como responsável pela trilha sonora do filme. Em 14 de julho de 2022, Bell publicou um vídeo no YouTube intitulado "Winnie-the-Pooh: Blood, Honey, and Violins", que documentava sua viagem de Los Angeles a São Francisco, acompanhado de seu gerente Mike Rosen, para pegar um violino com favo de mel de um luthier experimental, com o qual ele iria compor a trilha do filme. Em uma entrevista ao Dread Central, Bell explicou como se envolveu na produção de Winnie-the-Pooh: Blood and Honey após ouvir sobre o filme, que se tornou viral após o anúncio. Ele comentou:

## Lançamento
Winnie-the-Pooh: Blood and Honey estava originalmente previsto para ser lançado em outubro de 2022, mas o aumento da divulgação e as refilmagens levaram à mudança para um lançamento nos cinemas em 2023. O filme estreou no México em 26 de janeiro de 2023, sendo distribuído pela Cinemex. Inicialmente, seria lançado em um evento único de uma noite nos cinemas dos Estados Unidos, Reino Unido e Canadá em fevereiro de 2023, com a Fathom Events e Altitude Film Distribution adquirindo os direitos para lançá-lo em seus respectivos países.
Em janeiro de 2023, foi anunciado que o filme teria um lançamento expandido nos cinemas, começando em 15 de fevereiro nos Estados Unidos. O filme foi lançado no Reino Unido em 10 de março de 2023. Durante uma semana, o filme foi relançado nos cinemas dos Estados Unidos em 17 de março de 2023. O lançamento em Hong Kong foi cancelado devido a supostos problemas técnicos, mas o filme pode ter sido censurado devido a memes da internet que comparavam o Ursinho Pooh ao secretário-geral do Partido Comunista da China (PCC), Xi Jinping; o filme Christopher Robin foi banido em 2018 por esse motivo.

### Divulgação
Após o anúncio do filme, Kelly McClure, escrevendo para a Salon, disse que o filme é "um exemplo perfeito do mal que pode advir de um trabalho criativo caindo em domínio público". Ela continuou, chamando o filme de uma "versão horrível" do Ursinho Pooh, também afirmando que "você tem os elementos de um clássico cult sombrio e distorcido". Jon Mendelsohn, escrevendo para a Collider, chamou as imagens do filme de "material para pesadelos" e o conceito de "extremamente bizarro", observando que "a internet está pirando." Rotem Rusak, escrevendo para a Nerdist, escreveu: "Ver o icônico urso ser reimaginado como um monstro slasher assustador fala a um espírito deliciosamente imaginativo que realmente nos inspira." Justin Carter, do Gizmodo, escreveu:
Katarina Feder, da Artnet, escreveu: "...não se pode comprar uma publicidade como a que eles tiveram, e algo me diz que esse projeto indie, movido pela paixão, encontrará seu financiamento, trazendo à vida as ideias únicas do diretor sobre assassinar mulheres de biquíni."

### Mídia doméstica
No Reino Unido, uma edição de colecionador foi lançada em Blu-ray em 5 de abril de 2023. Um lançamento mais básico foi lançado em 14 de abril de 2023. Foi lançado digitalmente no Prime Video nos Estados Unidos em 11 de abril de 2023. Em 2 de junho de 2023, foi amplamente lançado em diversas plataformas de streaming, como o iTunes e Vudu.

## Recepção

### Bilheteria
Winnie-the-Pooh: Blood and Honey arrecadou US$ 2 milhões nos Estados Unidos e Canadá, e US$ 5,6 milhões em outros territórios, incluindo mais de US$ 1 milhão no México, totalizando US$ 7,7 milhões em todo o mundo.

### Resposta da crítica
No site agregador de críticas Rotten Tomatoes, 3% das 62 avaliações dos críticos são positivas, com uma classificação média de 2,2/10. O consenso do site diz: "Ah, que chato." O Metacritic, que usa uma média ponderada, atribuiu ao filme uma pontuação de 16 em 100, com base em 19 críticos, indicando "aversão esmagadora".
Christian Zilko, do IndieWire, deu ao filme uma nota C+, criticando o roteiro, mas achando que o filme "supera suas limitações" na execução das cenas de morte. Luke Thompson, do The A.V. Club, criticou os baixos valores de produção e a falta de uma história coerente, mas observou que o filme cumpre sua promessa de ser um slasher baseado em um amado livro infantil. Tasha Robinson, do Polygon, achou que certos elementos, como o gore e a grotesquidão inerente ao material, funcionaram bem, mas acrescentou que o diálogo fraco, a falta de humor e a desconexão com o material original arruinaram uma premissa interessante.
Dennis Harvey, da Variety, foi extremamente crítico com o filme, destacando sua falta de humor, atuação ruim e roteiro incoerente, resumindo que o filme "não conseguiu atender nem às expectativas mais básicas criadas pela sua proposta conceitual." Michael Gingold, do Rue Morgue, sentiu que o filme carecia de qualquer tipo de sagacidade ou imaginação para explorar com sucesso sua premissa. Gingold também apontou a cinematografia "monótona", a ausência de caracterização para o vilão-título e a produção bagunçada, que apenas tornaram o filme facilmente esquecível. Dando 1,5 estrelas de 4, Nick Allen, da RogerEbert.com, escreveu que ele falhou tanto como comédia quanto como filme de terror, observando que as cenas mal iluminadas tornavam difícil entender o que estava acontecendo na tela, além de ecoar as críticas de outros sobre o roteiro e a falta de personagens interessantes.

### Prêmios e indicações
| Prêmio            | Data               | Categoria                                     | Recipiente(s)                                       | Resultado | Ref.   |
| ----------------- | ------------------ | --------------------------------------------- | --------------------------------------------------- | --------- | ------ |
| Framboesa de Ouro | 9 de março de 2024 | Pior Filme                                    | Scott Jeffrey and Rhys Frake-Waterfield             | Venceu    | [ 37 ] |
| Framboesa de Ouro | 9 de março de 2024 | Pior Diretor                                  | Rhys Frake-Waterfield                               | Venceu    | [ 37 ] |
| Framboesa de Ouro | 9 de março de 2024 | Pior Roteiro                                  | Rhys Frake-Waterfield                               | Venceu    | [ 37 ] |
| Framboesa de Ouro | 9 de março de 2024 | Pior Dupla em Tela                            | Pooh & Leitão como Assassinos Sedentos de Sangue(!) | Venceu    | [ 37 ] |
| Framboesa de Ouro | 9 de março de 2024 | Pior Prequência, Remake, Rip-off ou Sequência | Winnie-the-Pooh: Blood and Honey                    | Venceu    | [ 37 ] |

## Futuro
Em junho de 2022, Frake-Waterfield demonstrou interesse em criar uma sequência e afirmou que queria "intensificar ainda mais e ir mais longe, tornando tudo mais extremo". Em novembro de 2022, ele anunciou que uma sequência, intitulada Winnie-the-Pooh: Blood and Honey 2, estava em desenvolvimento, com ele retornando como diretor e roteirista, e um orçamento "cinco vezes maior" que o do filme anterior. As filmagens da sequência começaram no final de 2023, com previsão de lançamento para fevereiro de 2024. Em agosto de 2023, Frake-Waterfield revelou que Pooh usaria uma motosserra como arma na sequência. Em setembro do mesmo ano, Pooh e Leitão foram confirmados com novos designs em imagens promocionais, com os novos personagens, Corujão e Tigger/Tigrão, também confirmados. Os atores Scott Chambers, Ryan Oliva e Eddy McKenzie substituíram Nikolai Leon, Craig-David Dowsett e Chris Cordell nos papéis de Christopher Robin, Pooh e Leitão, respectivamente. O filme foi lançado nos cinemas em 26 de março de 2024, recebendo uma resposta mista da crítica, embora os críticos tenham considerado uma melhoria em relação ao seu antecessor.

### Outros projetos e universo compartilhado
Juntamente com o anúncio da sequência, foram revelados outros dois filmes de terror: Bambi: The Reckoning, baseado em Bambi, a Life in the Woods, e Peter Pan's Neverland Nightmare, baseado em Peter e Wendy. Em fevereiro de 2023, Frake-Waterfield anunciou que os diversos projetos se passariam no mesmo universo compartilhado, enquanto a Jagged Edge Productions pretende eventualmente fazer com que os personagens participem de eventos de crossover. Em janeiro de 2024, foi revelado que As Aventuras de Pinóquio também seria adaptado para um filme de terror dentro da mesma continuidade, intitulado Pinocchio: Unstrung. Outros personagens que expandirão o universo e os projetos futuros foram exibidos por meio de desenhos durante os créditos finais de Winnie-the-Pooh: Blood and Honey 2. Em março de 2024, o primeiro filme de crossover da franquia, intitulado Poohniverse: Monsters Assemble, foi revelado, com Scott Chambers confirmado para reprisar seu papel como Christopher Robin, e Roxanne McKee retornando como Xana de Bambi: The Reckoning, além de novos personagens como a Bela Adormecida, o Grilo Falante e o Chapeleiro Maluco.

Frake-Waterfield, em especulação, também expressou interesse em fazer filmes sobre o Thor, bem como franquias protegidas por direitos autorais, como Teletubbies, Tartarugas Ninja e The Powerpuff Girls.